# Peisey-Vallandry
Peisey-Vallandry est une station de sports d'hiver et un domaine skiable de la vallée de la Tarentaise, situés sur le territoire communal de communes de Landry et Peisey-Nancroix, dans le département de la Savoie en région Auvergne-Rhône-Alpes.
Peisey-Vallandry est formée par deux stations d'altitude : « Plan Peisey » (1 650 mètres), créée en 1963, situé sur la commune de Peisey-Nancroix, et de la station intégrée « Vallandry » (1 600 mètres), inaugurée en 1986, sur la commune de Landry. Les skieurs peuvent également être hébergés dans les autres hameaux touristiques des deux villages. Les skieurs peuvent rejoindre le domaine skiable des Arcs, mais aussi depuis 2003 celui de Grande Plagne à l'aide du téléphérique « Vanoise Express ». L'ensemble forme le grand domaine skiable de Paradiski.

## Géographie

### Situation

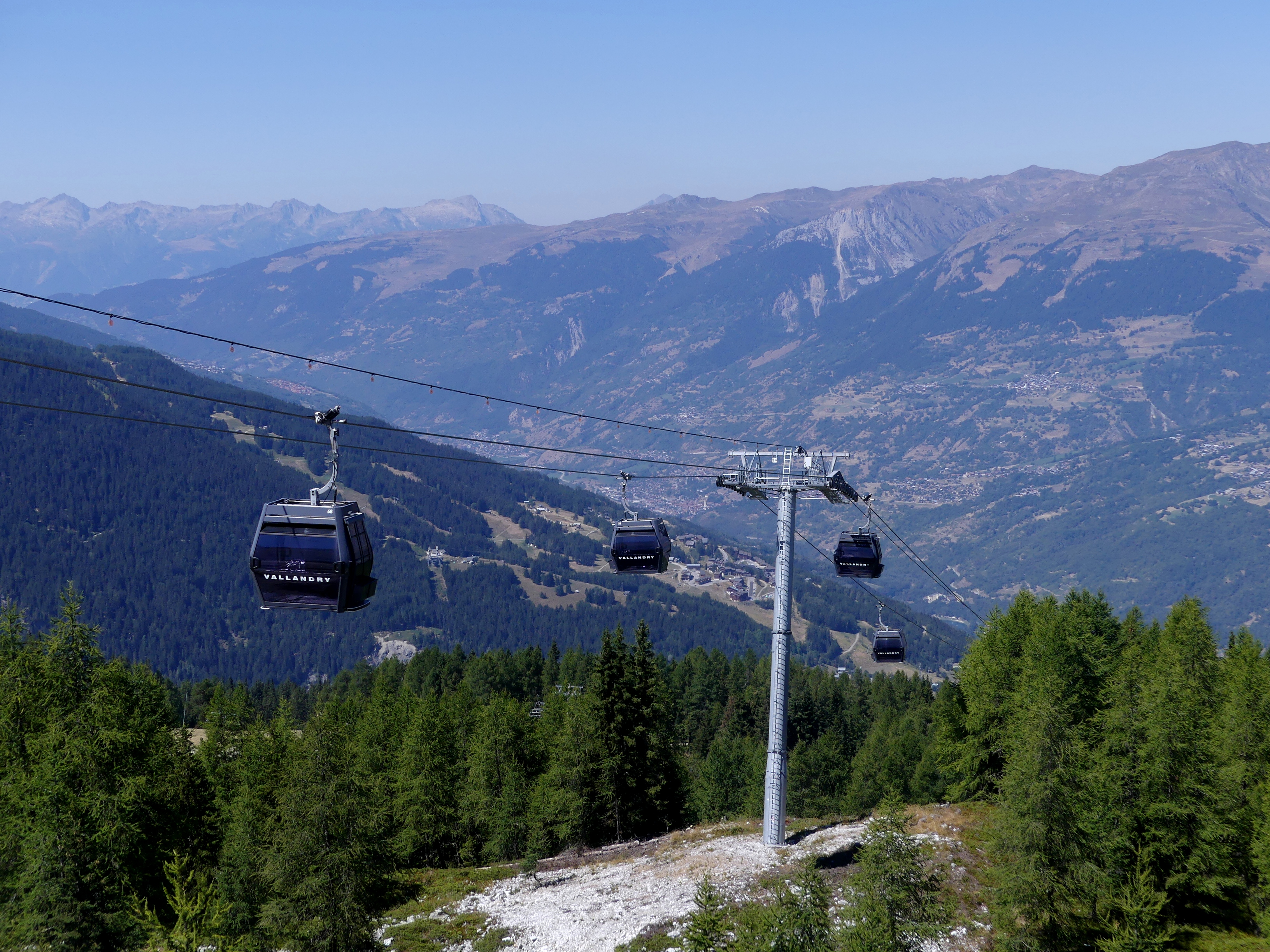
Télécabine Vallandry surplombant la vallée de la Tarentaise en été.

Les différentes station-villages de Peisey-Vallandry sont édifiées sur les versants de la vallée de Peisey, qui est entaillée par le Nant de Peisey ou Ponthurin, un affluent situé sur la rive gauche de l'Isère.
La station intégrée de Vallandry est située à 1 600 mètres d'altitude sur les hauteurs de la vallée alpine de la Tarentaise, sur la commune de Landry entre Moûtiers et Bourg-Saint-Maurice dans le département de la Savoie. Elle jouxte par ailleurs la station de Plan-Peisey, installé à une altitude de 1 650 mètres, située sur la commune voisine de Peisey-Nancroix au sud.
Elle est dominée au sud par plusieurs sommets parmi lesquels le Roc du Grand Renard, l'Aiguille Grive et l'Aiguille Rousse.

### Accès à la station
L'accès à la station se fait par la Route nationale 90 prolongeant l'autoroute 430 en provenance de la combe de Savoie-Albertville, jusqu'à Landry. L'ascension vers Peisey-Vallandry s'effectue par la Route départementale 87 en direction de Peisey-Nancroix, puis la RD 226 jusqu'à la station.
Par ailleurs, le TGV arrive jusqu'en gare de Bourg-Saint-Maurice (Distance depuis Paris 600 km, soit 4h40), avec un arrêt possible en gare de Landry. Ensuite, possibilité de rejoindre la station par des navettes ou encore des taxis.

## Station

### Promotion
La station a obtenu plusieurs labels « Station grand domaine » ; « Site nordique » et « Station village ».

### Station-villages

#### Plan Peisey

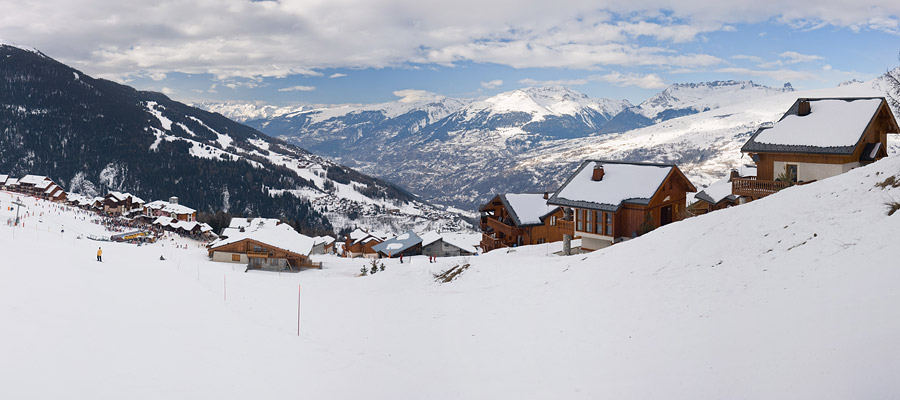
Vue de Plan-Peisey

La station de Plan Peisey, le plus ancien noyau touristique, est située à 1 650 mètres d'altitude, sur la commune de Peisey-Nancroix.

#### Vallandry
La station intégrée de Vallandry est située à 1 600 mètres d'altitude, sur la commune de Landry.

#### Nancroix
La hameau de Nancroix est situé à 1 450 mètres d'altitude, sur la commune de Peisey-Nancroix. Il dispose d'un domaine nordique pour la pratique du ski de fond.

#### Peisey
Le village de Peisey, chef-lieu de la commune, est situé à 1 320 mètres d'altitude.

#### Landry
Le village de Landry, chef-lieu de la commune, est situé à 780 mètres d'altitude.

### Hôtellerie et restauration
La capacité d'accueil de la station de Peisey-Vallandry est estimée, en 2014, à 12 415 lits touristiques répartis dans 1 746 établissements. Les hébergements se répartissent comme suit : 199 meublés ; 3 résidences de tourisme ; 4 hôtels ; 4 établissement d'hôtellerie de plein air ; 5 centres ou villages de vacances/auberges de jeunesse, 5 refuges et 2 chambres d'hôtes.

## Domaine skiable

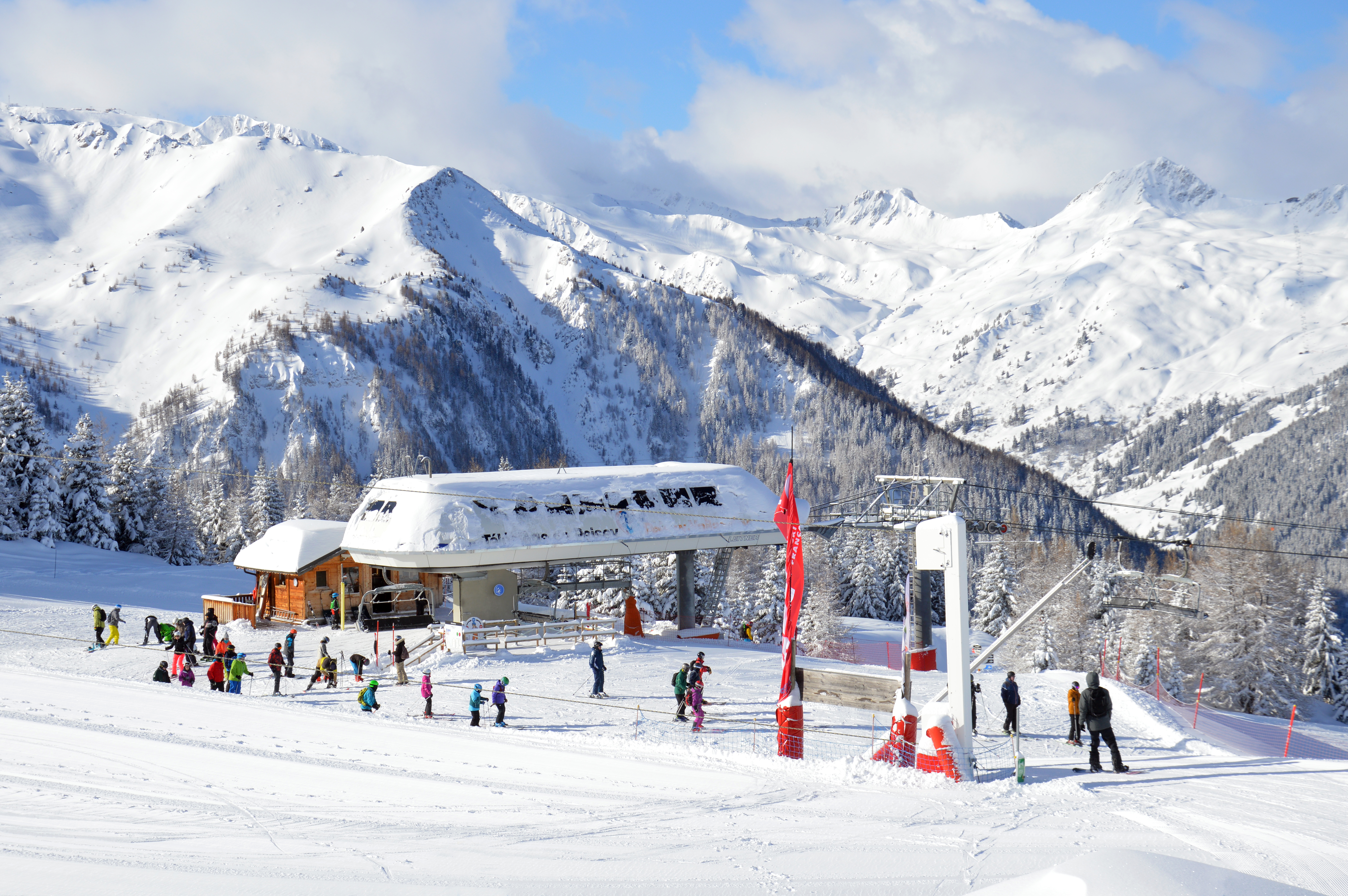
La gare amont du Télésiège de Peisey.

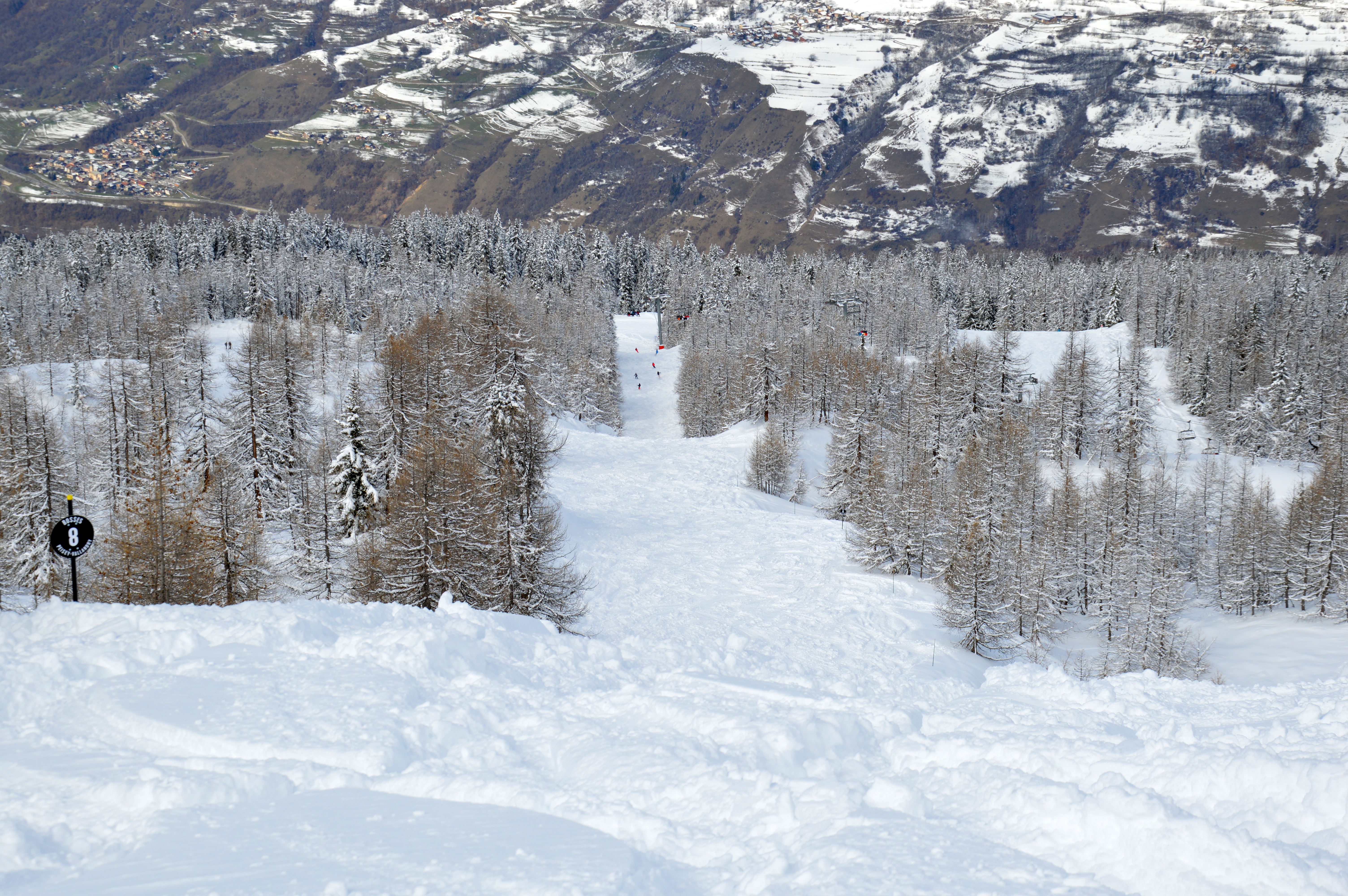
La piste Bosses à Peisey-Vallandry.

Le domaine skiable de Peisey-Vallandry est intégré au domaine des Arcs.
Depuis 2003, Peisey-Vallandry forme, avec les stations voisines des Arcs et Grande Plagne, le grand domaine skiable Paradiski, grâce au Vanoise Express. Ce grand domaine skiable offre environ 425 km de pistes balisées.
Depuis 2008, La Plagne, Les Arcs et Peisey-Vallandry font des offres "coup de poing" sur les forfaits de ski pour le samedi. Cette opération s'appelle SamediJeSkie.com . Les offres sont mises en ligne tous les mercredis, les offres varient selon les semaines mais les remises sont globalement de l'ordre de 35 à 40 %; les offres doivent être imprimées et présentées aux caisses des remontés mécaniques. Cette offre est à replacer dans le constat d'une fréquence moindre de la part des populations voisines.

## Culture et patrimoine
Les pistes et paysages du domaine Paradiski ont servi de décors au film Snow Therapy. Les habitants des différents villages ont également joué dans certaines scènes.